# اینهاوزن (تورینگن)
اینهاوزن (به آلمانی: Einhausen) یک شهر در آلمان است که در اشمالکالدن-ماینینگن واقع شده‌است. اینهاوزن ۴۹۵ نفر جمعیت دارد.